# Гусавка
Гу́савка — село в Україні, у Чернігівському районі Чернігівської області. Входить до складу Березнянської селищної громади. Населення становить 614 осіб. До 2020 року орган місцевого самоврядування — Локнистенська сільська рада.